# 大牟田市立手鎌小学校
大牟田市立手鎌小学校（おおむたしりつてがましょうがっこう）は、福岡県大牟田市に所在する公立小学校。

## 態様
大牟田市の北西部に位置し、校区は有明海に面している。
有明海沿岸道路や福岡県道・佐賀県道18号大牟田川副線が校区を南北に、熊本県道・福岡県道10号南関大牟田北線が東西に延びている。また、校区の東端を鹿児島本線や西鉄天神大牟田線が掠めている。

## 所在地
- 大牟田市大字唐船395番地

## 沿革
- 1875年（明治8年）9月 - 開校

## 通学区域
- 大字手鎌（てがま）
- 大字岬（みさき）
- 大字甘木（あまぎ）の一部
- 大字唐船（とうせん）
- 昭和開（しょうわびらき）
- 大字橘（たちばな）の一部[1]

## 周辺
- 西鉄天神大牟田線 - 東甘木駅
- 熊本県道・福岡県道10号南関大牟田北線
- 福岡県道・佐賀県道18号大牟田川副線
- 有明海沿岸道路 - 大牟田北IC